# Дидилешти (Горж)
Дидилешти (рум. Didilești) насеље је у Румунији у округу Горж у општини Калник. Oпштина се налази на надморској висини од 202 m.

## Становништво
Према подацима из 2002. године у насељу је живело 96 становника, од којих су сви румунске националности.